# Deutsche Ärztliche Gesellschaft für Verhaltenstherapie
Die Deutsche Ärztliche Gesellschaft für Verhaltenstherapie (DÄVT) ist ein Fachverband von in der Verhaltenstherapie tätigen Ärztinnen und Ärzten. Sie ist Mitglied der Arbeitsgemeinschaft der Wissenschaftlichen Medizinischen Fachgesellschaften (AWMF).

## Aktivitäten

### Veranstaltungen
Die Gesellschaft veranstaltet eigene Kongresse und beteiligt an wissenschaftlichen und Fortbildungstagungen anderer Organisationen.

### Medizinische Leitlinien
Die Gesellschaft beteiligt sich an der Entwicklung medizinische Leitlinien, die im Rahmen des AWMF-Leitlinienprogramms veröffentlicht werden.

## Kooperationen
Die DÄVT kooperiert unter anderem mit folgenden Organisationen:
- Deutsche Gesellschaft für Psychiatrie und Psychotherapie, Psychosomatik  und Nervenheilkunde
- Deutsche Gesellschaft für Psychosomatische Medizin
- Deutsche Gesellschaft für Klinische Psychotherapie und Psychosomatische Rehabilitation
- Deutsche Balint-Gesellschaft[6]
- Wissenschaftlich-Medizinische Allianz für Rehabilitation (WMAR)[7]

## Geschichte
Die Gesellschaft führt ihre Anfänge auf den 1981 gegründeten Fachverband Klinische Verhaltenstherapie zurück. Seit 1993 ist sie eingetragener Verein und seit 1995 Mitglied der AWMF.